# Badger (Minnesota)
Pour les articles homonymes, voir Badger.
La ville américaine de Badger est située dans le comté de Roseau, dans l’État du Minnesota. Lors du recensement de 2010, sa population s’élevait à 375 habitants.